# Isle of Skye: From Chieftain to King
Isle of Skye: From Chieftain to King — настільна гра з викладанням тайлів, розроблена Александром Пфістером і Андреасом Пеліканом, опублікована у 2015 році. Гра використовує острів Скай як місце дії, де гравці виступають у ролі вождів кланів, змагаючись за побудову свого королівства.

## Ігровий процес
Кожен гравець виступає в ролі вождя клану з метою розширити своє володіння, і починає гру з замком, щитом, фішкою для підрахунку очок та доходом у 5 золотих монет. Три ландшафтні тайли витягуються та розміщуються перед вертикальним щитом. За щитом, поруч з одним з тайлів ландшафту, гравець розміщує жетон сокири для відбракування цього тайла, а біля двох інших — принаймні одну золоту монету, що символізує встановлену ціну за цей тайл. Коли всі завершать цей крок, гравці знімають свої щити, відкриваючи свої рішення. Ця фаза гри зазвичай триває дуже швидко.
Починається фаза аукціону, що триває за годинниковою стрілкою від початкового гравця; кожен гравець може купити один із тайлів ландшафту у супротивника за встановленою ним ціною. Щоб завершити раунд, будь-які тайли ландшафту, що залишаються у гравця, мають бути викуплені самим гравцем. Усі придбані тайли розміщуються в території клану гравця з умовою, що краї тайлів повинні збігатися.
Підрахунок очок за кожен раунд базується на випадковому наборі критеріїв. Вони встановлюються чотирма тайлами для підрахунку очок, що випадково вибираються з набору з 16 і розміщуються у слотах, позначених як «A», «B», «C» та «D» на табло для підрахунку очок. Перший раунд оцінюється відповідно до критеріїв тайла в позиції «A», другий — за тайлом у позиції «B», і так далі для наступних раундів.
Наприкінці гри кожен гравець отримує переможні очки за кожен тайл у своїй території клану, який містить іконку сувою. Вони приносять по 1 очку за броші, худобу, ферми, маяки, кожну пару овець, кожну пару кораблів і кожну пару бочок з віскі.:5 Якщо вони знаходяться в завершеній зоні, вони приносять 2 очки.:5 Крім того, за кожні п'ять золотих монет отримують ще 1 очко.:5 У випадку нічиєї перемагає гравець з найбільшою кількістю залишкових золотих монет.:5

## Доповнення
У 2017 році було випущено доповнення Isle of Skye: Journeyman, яке додає нові планшети гравців, що змінюють фазу аукціону, а також фігурку для кожного гравця, яка подорожує королівством, активуючи тайли.
У 2018 році планувався випуск мобільного додатку гри від компанії Digidiced.

## Відгуки
Енді Метьюз у своїй рецензії для Meeple Mountain заявляє, що механіка гри проста, а дизайн «яскравий і деталізований», і гра є «розумною та добре збалансованою». Метью Болтон, пишучи для T3, зазначив, що гра нагадує Каркасон.
У своєму списку «15 найкращих настільних ігор для дорослих у 2021 році» для GamesRadar+ Бенджамін Еббот заявив, що Isle of Skye: From Chieftain to King є «однією з найцікавіших настільних ігор для дорослих».

## Нагороди
Гра отримала нагороду Board Game Quest Award за «Найкращу стратегію/євро-гру». На UK Games Expo 2016 року гра отримала нагороду за найкращу настільну гру.
Isle of Skye: From Chieftain to King виграла Kennerspiel des Jahres у 2016 році. Це був другий рік поспіль, коли команда дизайнерів Андреаса Пелікана та Александра Пфістера отримала Kennerspiel, після перемоги у 2015 році з грою Broom Service.